# Typhlocyba chandrai
Typhlocyba chandrai är en insektsart som beskrevs av Irena Dworakowska 1981. Typhlocyba chandrai ingår i släktet Typhlocyba och familjen dvärgstritar. Inga underarter finns listade i Catalogue of Life.